# Havgrotte
En havgrotte er en grotte, der primært er blevet dannet af havets bølger. Den primære proces, der er involveret i dannelsen, er erosion. Havgrotter findes i hele verden og dannes langs kystlinjer med porøse klippeformationer. Nogle af de største havgrotter findes langs Norges kyst, men er nu mere end 30 m over havniveau.
Nogle af de bedst kendte havgrotter findes i Europa, og disse tæller bl.a. Fingal's Cave på øen Staffa i Skotland, der er 70 m lang, og Den Blå Grotte i Capri, Italien, der er kendt for sin blå farve.
Indtil 2013 var de størst kendte havgrotter beliggende langs USA's kyst, på Hawaii og på Shetlandsøerne, men i 2013 undersøgte man Matainaka Cave langs Otago-kysten på New Zealands Sydø, og det blev konstateret, at havgrotten havde en længde på 1,5 km og derved verdens længste. Et andet kompleks på Bethells Beach på New Zealands Nordø blev samme år fundet at have en længde på omkring 1 km.